# Charlotte Ammundsen
Charlotte Ammundsen (født 1. april 1947 i København, død 23. august 2003), datter af direktør Johannes Ammundsen og Ingrid Vibeke Simonsen, var en dansk borgmester.
Hun læste litteraturvidenskab ved Københavns Universitet, og var fra 1973−1980 ansat på Det Kongelige Bibliotek som studentermedhjælper.
Hun blev valgt ind i borgerrepræsentationen i 1978, og var fra 1981 til 1998 miljøborgmester i Københavns Kommune.
Den 21. december 1998 blev hun gift med stadslæge, dr. med. Hans Erik Knipschildt.